# 窦琮
窦琮（？—？），扶风郡平陵县（今陕西省咸阳市秦都区）人，祖籍河南郡洛阳县（今河南省洛阳市东），隋朝、唐朝官员。

## 生平
窦琮是隋朝太傅窦炽之孙，北周雍州牧、酂国公窦恭之子。大業末年因犯法亡命太原，追隨李淵。因为窦琮和李世民有旧怨，自身常常疑惧。李世民降禮接納，引為統軍。
從平西河，破霍邑，封扶風郡公。又隨劉文靜在潼關擊敗屈突通。又進兵下陝縣，拔太原倉。
武德初，為右屯衛大將軍，受命留陝護餉道。東都平，檢校晉州都督。復從擊劉黑闥，以功封譙國公。
唐高祖曾有詔以太原元謀立功，劉弘基與左驍衛大將軍長孫順德、左翊衛大將軍柴紹、內史侍郎唐儉、吏部侍郎殷開山、鴻臚卿劉世龍等十四人，約免一死。

## 延伸阅读
[在维基数据编辑]
 《新唐書·卷095》，出自《新唐書》